# Paulo Gazzaneo
Paulo Gazzaneo (São Paulo, 20 de dezembro de 1965) é um pianista, compositor, musicólogo e pedagogo brasileiro.

## Biografia
Doutor pela Universidade Estadual de Campinas - UNICAMP - recebeu em sua formação acadêmica as orientações de Amaral Vieira, Osvaldo Lacerda e Almeida Prado no Brasil, e István Lantos, Ferenc Rádos e Marta Gulyás na Academia de Música Franz Liszt de Budapeste, Hungria.
Como solista tem difundido a música contemporânea brasileira em concertos e gravações. Dispõe de dez títulos em sua discografia, nove dos quais integralmente dedicados à música nacional.
Como camerista integra o São Paulo Arte Trio.
Como compositor possui aproximadamente 50 títulos escritos para as mais diversas formações.
Como pedagogo atuou como coordenador da ULM - Universidade Livre de Música de São Paulo entre os anos de 1998 e 2004 e é o Diretor Pedagógico do Festival Internacional de Música de Bragança Paulista, Festival Música das Esferas.
É titular na cadeira de Linguagem e Estruturação Musical na Faculdade Cantareira e membro da American Liszt Society, Liszt Society UK e da Sociedade Brasileira de Música Contemporânea.

## Discografia
- Almeida Prado - Cantiga da Amizade - Selo Maximus Brasil
- Piano Brasileiro Contemporâneo IV - Via Sacra (2013) - Selo PMC
- Piano Brasileiro Contemporâneo III - Prelúdios (2005) - Selo PMC
- Piano Brasileiro Contemporâneo II - Para as Crianças (2003) - Selo PMC
- Piano Brasileiro Contemporâneo I - Em Família (2001) - Selo PMC[16]
- Duo Quanta (2000) - Selo YBrazil[17]
- The Snow Country Prince - Obras de Amaral Vieira (1999) - Selo Paulus[18]
- Gazzaneo plays Liszt & Chopin (1997) - Selo RB
- Fausto - Obras de Amaral Vieira (1996) - Selo Paulus
- Fábulas - Obras de Amaral Vieira (1994) - Selo Paulus

## Publicações
- Gazzaneo, Paulo. et al. Elementos básicos das estruturas musicais (4ª ed.). São Paulo, Alaúde, 2005.